# Stadion przy ulicy Okopowej w Lublinie
Stadion przy ulicy Okopowej w Lublinie – nieistniejący stadion wielofunkcyjny w Lublinie. Mecze piłkarskie rozgrywała na nim KS Lublinianka.
Stadion zaprojektował w 1924 roku lubelski architekt Bronisław Breza. Oddany dwa lata później do użytku obiekt, zlokalizowany był przy ul. Okopowej na terenach należących do klasztoru wizytek. Stadion, z zadaszoną trybuną główną, posiadał boisko piłkarskie, bieżnię i skocznię lekkoatletyczną, strzelnicę oraz korty tenisowe. Wejście prowadziło od ul. Peowiaków. Podczas II wojny światowej odbywały się na nim zawody lekkoatletyczne dla żołnierzy niemieckich.
Stadion funkcjonował jeszcze w drugiej połowie lat czterdziestych XX wieku. Na początku lat pięćdziesiątych obiekt zburzono, a w jego miejscu powstał budynek Dyrekcji Okręgowej Kolei Państwowych.